# Punta Arenas
Punta Arenas (z hiszp. „przylądek piaszczysty”) – miasto w południowym Chile, stolica regionu Magallanes y Antártica Chilena.
Leży nad Cieśniną Magellana, na wsch. brzegu nasady półwyspu Brunswick. Często uznawana za położone najbardziej na południe miasto świata, choć na położonej bardziej na południe Ziemi Ognistej znajduje się kilka miasteczek. Jest to największe miasto chilijskiej Patagonii.
Punta Arenas było jednym z najważniejszych portów chilijskich, zanim wybudowany został Kanał Panamski. Tutaj właśnie statki przygotowały się do trudnego opłynięcia Przylądka Horn. Dzisiaj gospodarka miasta opiera się głównie na turystyce, miasto stanowi bazę wypadową dla ekspedycji antarktycznych. W mieście rozwinął się przemysł mięsny, rybny oraz drzewny.
W mieście znajduje się Port lotniczy Presidente Carlos Ibanez del Campo.

## Historia
Miejscowość została założona w roku 1848 z polecenia gubernatora José Santosa Mardonesa. Ekspedycja wyruszyła z Fuerte Bulnes, znajdującego się około 62 km na południe. Jej celem było utworzenie kolonii, która wzmocniłaby chilijską obecność nad Cieśniną Magellana. Początkowo też pełniła funkcje fortu, chroniącego przed wrogim atakiem z morza.
Nazwa Punta Arenas jest bezpośrednim tłumaczeniem angielskiej nazwy Sandy Point, nadanej w XVII wieku przez Johna Byrona.
Punta Arenas stanowiła także kolonię karną. W roku 1877 wybuchł w niej bunt, który doprowadził do poważnych zniszczeń. W efekcie zmniejszono liczbę przebywających w niej więźniów.
Gospodarka miasta opierała się głównie na wypasie owiec, ale istotnym wkładem w nią było również wydobycie węgla oraz działalność portu, który był wykorzystywany jako ostatnia przystań przed przekroczeniem Cieśniny Magellana. Znaczenie portu znacząco spadło w latach 20. XX wieku, po otwarciu Kanału Panamskiego.
W 1945 roku w pobliżu Punta Arenas odkryto złoża ropy naftowej.

## Zabytki
- Plaza Múñoz Gamero – a na nim budowle takie jak: Club de la Unión (dawny pałac Sary Braun), katedra i główna siedziba Sociedad Menéndez Behety
- Casa Braun-Menéndez – ośrodek kultury i muzeum historii regionu
- Kamienny zamek przy Avenida España 959
- Wejście do portu przy Avenida Independencia, do którego przybijają statki z Polski, Hiszpanii, Francji, Japonii, USA i innych krajów, jak również chilijskie kutry rybackie i okręty marynarki wojennej
- Malowidło ścienne (mural) – przedstawiające Gabrielę Mistral
- Museo Salesiano (Muzeum Salezjańskie)

## Panorama

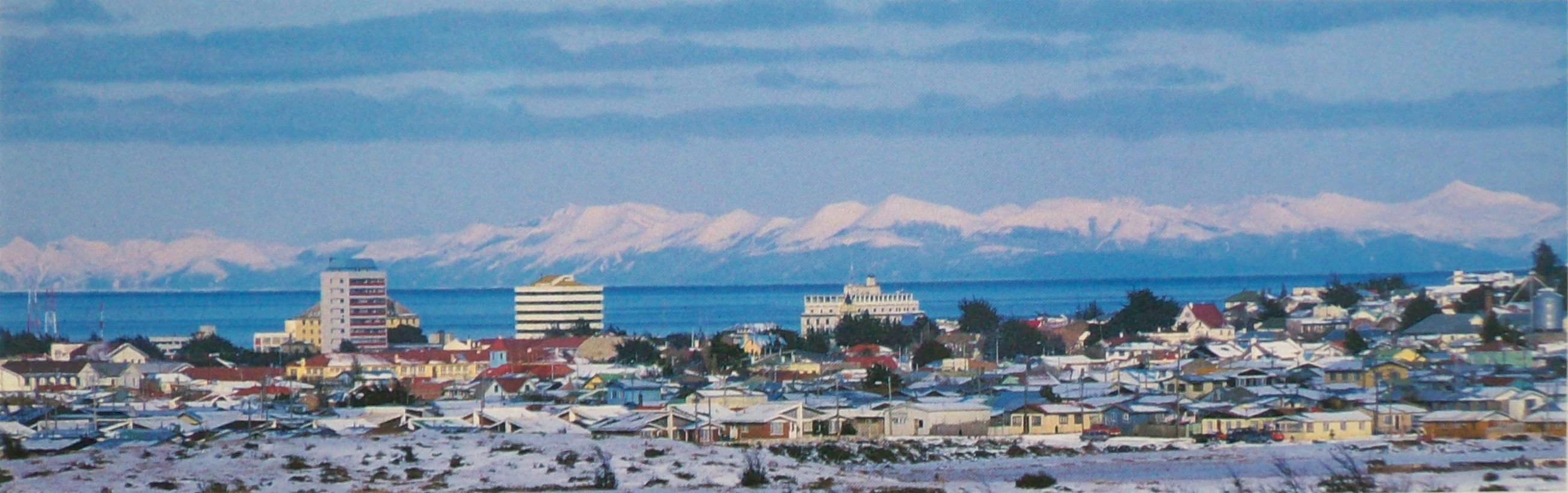
Punta Arenas zimą

## Miasta partnerskie
- Río Gallegos, Argentyna
- Ushuaia, Argentyna
- Split, Chorwacja
- Bellingham, Stany Zjednoczone